# Cerchysiella laeviscuta
Cerchysiella laeviscuta är en stekelart som först beskrevs av Thomson 1876.  Cerchysiella laeviscuta ingår i släktet Cerchysiella och familjen sköldlussteklar. Arten är reproducerande i Sverige. Inga underarter finns listade i Catalogue of Life.